# Chester Bennington
 Der er for få eller ingen kildehenvisninger i denne artikel, hvilket er et problem. Du kan hjælpe ved at angive troværdige kilder til de påstande, som fremføres i artiklen.

Chester Charles Bennington (født 20. marts 1976 i Phoenix, Arizona, USA, død 20. juli 2017 Palos Verdes Estates, California, USA), også kendt som "Chazy Chaz", var forsanger for nu-metalbandet Linkin Park. Han sluttede sig til Linkin Park i 1999 for at erstatte vokalisten Mark Wakefield.
Chester Bennington havde også et sideprojekt kørende, hvor han optrådte som vokalist i bandet Dead By Sunrise.

## Opvækst
Bennington voksede op i Phoenix, Arizona. Han havde en hård barndom, da han blev seksuelt misbrugt af en nær ven af familien. Derudover havde han nogle venner, der begik selvmord. En anden døde i en skateboardulykke. Bennington har selv udtalt, at hvis had var en velsignelse, ville han virkelig være velsignet.
Chesters forældre blev skilt i 1987, hvilket efterlod ham med to halvsøstre og en halvbror, hvoraf han var den yngste. I en alder af 11 år boede han med sin far, som var politimand og detektiv. Hans bror introducerede ham for bands som Loverboy, Foreigner og Rush, som har haft størst musikalsk indflydelse på ham. Benningtons første instrument var et klaver. 

## Karriere
Gennem sin opvækst spillede han i mange forskellige bands og skiftede meget med instrumenterne, men hovedsageligt var han vokalist. Dog blev Chester Bennington aldrig fuldt medlem af nogen af disse bands, før han sluttede sig til Grey Daze i 1992, hvor han spillede i seks år, før han forlod bandet og sluttede sig til Linkin Park.

## Død
Den 20. juli 2017 begik Bennington selvmord og døde i en alder af 41. Han efterlod sig sin kone, Talinda Ann Bentley, og seks børn i alderen 7-21 år.